# (1815) Beethoven
(1815) Beethoven ist ein Asteroid des äußeren Hauptgürtels, der am 27. Januar 1932 vom deutschen Astronomen Karl Wilhelm Reinmuth an der Landessternwarte Heidelberg-Königstuhl bei einer Helligkeit von 13,7 mag entdeckt wurde.
Der Asteroid wurde benannt nach dem deutschen Komponisten Ludwig van Beethoven (1770–1827).

## Wissenschaftliche Auswertung
Aus Ergebnissen der IRAS Minor Planet Survey (IMPS) wurden 1992 erstmals Angaben zu Durchmesser und Albedo für zahlreiche Asteroiden abgeleitet, darunter auch (1815) Beethoven, für den damals Werte von 30,4 km bzw. 0,05 erhalten wurden. Eine Auswertung von Beobachtungen durch das Projekt NEOWISE im nahen Infrarot führte 2011 zu vorläufigen Werten für den Durchmesser und die Albedo im sichtbaren Bereich von 33,9 km bzw. 0,04. Nachdem die Werte 2012 nach neuen Messungen auf 29,8 km bzw. 0,06 geändert worden waren, wurden sie 2014 auf 30,6 km bzw. 0,10 korrigiert. Nach der Reaktivierung von NEOWISE im Jahr 2013 und Registrierung neuer Daten wurden die Werte 2016 angegeben mit 23,7 km bzw. 0,09, diese Angaben beinhalten aber hohe Unsicherheiten.
Der Asteroid wurde vom 18. Januar bis 5. Februar 2005 am Santana Observatory in Kalifornien photometrisch beobachtet und aus der Lichtkurve eine Rotationsperiode von 54 h bestimmt. Eine erneute Beobachtung vom 4. bis 8. Februar 2022 am Command Module Observatory in Arizona führte allerdings zu einer wesentlich kürzeren Rotationsperiode von 8,18 h.

## Asteroidenpaar
(1815) Beethoven bildet mit dem Asteroiden (938) Chlosinde ein quasi-complanares Asteroidenpaar. Sie besitzen sehr ähnliche Bahnelemente und bewegen sich nahezu in der gleichen Bahnebene, allerdings sind ihre Apsidenlinien deutlich gegeneinander verdreht. (938) Chlosinde besitzt eine geringfügig kürzere Umlaufzeit um die Sonne als (1815) Beethoven, so dass sie ihn nur etwa alle 2900 Jahre überholt. Das letzte Mal geschah dies im 5. Jahrhundert, anschließend führten die beiden Asteroiden über einen Zeitraum von etwa 700 Jahren als Quasisatelliten eine Pendelbewegung umeinander aus, allerdings ohne gravitativ aneinander gebunden zu sein, bevor sie sich wieder voneinander entfernten. Die nächste Annäherung zwischen den beiden Körpern wird sich erst im 34. Jahrhundert ereignen.